# Церковь Святых Петра и Павла (Ярославль)
Церковь Святых Петра и Павла (также известная как кирха Петра и Павла) — евангелическо-лютеранский храм в Ярославле. Построен в 1840-х годах на углу Борисоглебской и Любимской улиц. Является последней работой архитектора Петра Панькова. Выявленный объект культурного наследия России.
Община церкви относится к Центральному пропству Евангелическо-лютеранской церкви Европейской части России.
Богослужения проходят каждое воскресенье в 10:00 на русском языке. Также проводятся органные концерты, в том числе и благотворительные.

## История

### Дореволюционный период
Когда точно была построена первая лютеранская церковь в Ярославле неизвестно, но после Тридцатилетней войны в России и, в частности, в Ярославле появилось большое количество протестантских солдат. Они и построили в городе небольшую деревянную церковь.
В 1742 году на 19 лет в Ярославль был сослан курляндский герцог Эрнст Иоганн Бирон, в ссылку с которым отправился его домашний врач и одновременно пастор Гове. После отъезда Бирона в 1762 году, а вместе с ним и пастора Гове, верующие остались без постоянного духовного попечения.
В 1817 году в Ярославле образовалась небольшая лютеранская община, однако, пока ещё лишенная официального статуса и собственного пастора. Самостоятельные общины в России разрешили создавать только в 1832 году, когда Николаем I был подписан «Указ об официальном статусе Евангелическо-Лютеранской Церкви». После этого общины стали объединяться в церковные округа.
В 1840 году император Николай I посещал Ярославль, городской церковный совет подал ему прошение о строительстве лютеранской кирхи, предоставив проект и смету. Комитет министров 22 сентября 1842 года их одобрил. Главное казначейство выделило на постройку 3428 рубля, которые были добавлены к пожертвованиям, собираемым лютеранской общиной города с момента подачи прошения. По ходатайству Петра Георгиевича Ольденбургского император пожертвовал на строительство церкви 12000 рублей.

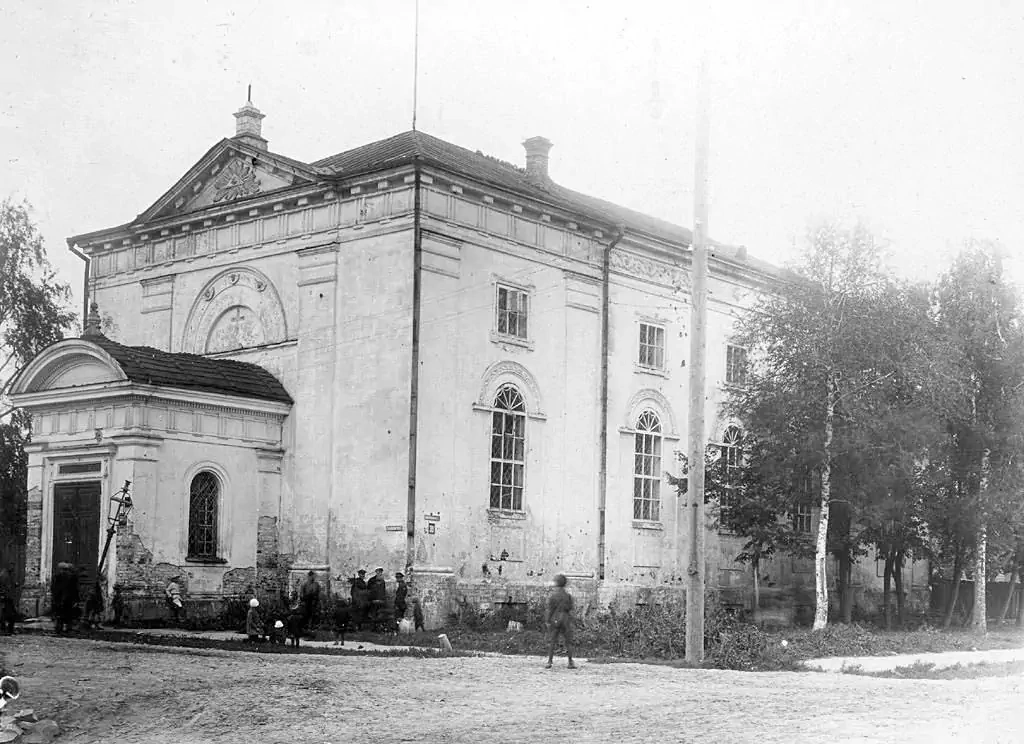
Фотография начала двадцатого века

Первоначально строительство лютеранской церкви планировалось на площади Бориса и Глеба где ранее находились одноимённые православные церкви. Однако, подобное решение приняло сопротивление со стороны Православной церкви и строительство лютеранской церкви было решено перенести на улицу Борисоглебскую. Закладка кирхи состоялась весной 1845 года, но из-за недостатка денег строительство растянулось до 1849 года. В 1847 году в церкви появился колокол. Первое богослужение состоялось только в январе 1850 года.
В ходе Первой Мировой Войны в Ярославле оказалось много беженцев из западноевропейских губерний. Среди них было множество литовцев, поляков, латышей и немцев. Первые два народа получили поддержку со стороны католического прихода Воздвижения Святого Креста. В свою очередь латышей и немцев поддерживала лютеранская община.
В период великой войны у многих видных членов лютеранской общины появилась цель предоставлять помощь немцам, оказавшимся в это время в трудном положении. При осуществлении политики российского правительства по принудительному выселению немцев из прифронтовой полосы и крупных городов в провинциальные губернии перед международными организациями (Красный Крест, Международное бюро мира) встала задача по оказанию помощи немецкой диаспоре в Российской империи. Ярославская губерния находилась в сфере действия генерального консульства США в Москве. В качестве помощников выбирались, как правило, представители немецкоязычной диаспоры.
В Ярославской губернии в 1914 – 1915 годах эту роль выполнял пастор общины Карл Кенигсфельдт. Ему переводились денежные средства, и он распределял их среди нуждавшихся немецких и австрийских подданных. К примеру, генеральный консул отправил «почтовый перевод в сумме 115 рублей» для девяти подданных Германии, оказавшихся на территории Ярославской губернии. Подобные мероприятия были не единичными. В 1915 году, в связи с усилением антинемецкой кампании, русское правительство запретило передавать деньги немецким священникам. В июле 1915 году американский консул писал губернатору Д. Н. Татищеву: «Пастор Кенигсфельдт не может исполнять обязанности, и я обращаюсь к Вашему Сиятельству с просьбой сообщить мне, кого бы я мог найти в Ярославле как заместителя пастора Кенигсфельдта для исполнения моих поручений». Вскоре был создан специальный комитет из восьми человек для оказания помощи немецкоязычной диаспоре. Его возглавили бывший полицмейстер Доливо-Добровольский и статский советник Арсеньев, а с 1917 г. эту функцию взяло на себя шведское посольство.
К моменту революции, в Ярославле было около 2 000 членов округа Ярославль-Кострома-Вологда (по статистическим данным 1905 года: 1 000 эстонцев, 720 немцев, 660 латышей), к которому относилась кирха.

### После 1917 года
Кирха сильно пострадала в ходе Ярославского восстания в 1918 году. Здание было отремонтировано только к 1924 году.
В 1922 году бо́льшая часть церковной утвари и прочего имущества кирхи были конфискованы большевиками. В 1934 году советская власть ликвидировала саму евангелическо-лютеранскую общину Ярославля, национализировав оставшееся у неё имущество.
В 1930-е годы церковное здание было перестроено — возведены дополнительные перекрытия, из-за чего оно стало трёхэтажным. В результате были утрачены бо́льшая часть уникальных росписей и внутреннее убранство. Орган фирмы «E.F.Walcker» был также разобран и удален из здания церкви. В советский период здание было государственной собственностью.
Юридически Евангелическо-лютеранская церковь в России никогда не закрывалась, но вследствие сталинских репрессий фактически прекратила существование к концу 1938 года.

### Возрождение кирхи и современность
В ходе политических изменений в стране, лютеране начали постепенно возращать в своё управление здание. Этот процесс занял начало восьмидесятых годов и начало девяностых. Первоначально община располалась на небольшём участке 3 этажа, вход в который располагался на заднем участке здания, но вскоре всё больше и больше места занимала община, а не государственные учреждения.
Как официальная организация лютеранская община в Ярославле была зарегистрирована в 1994 году.
Евангелическо-лютеранская община 16 мая 1999 года получила в пользование здание церкви.

К тысячилетию Ярославля городская администрация за свой счёт установила новые окна. 

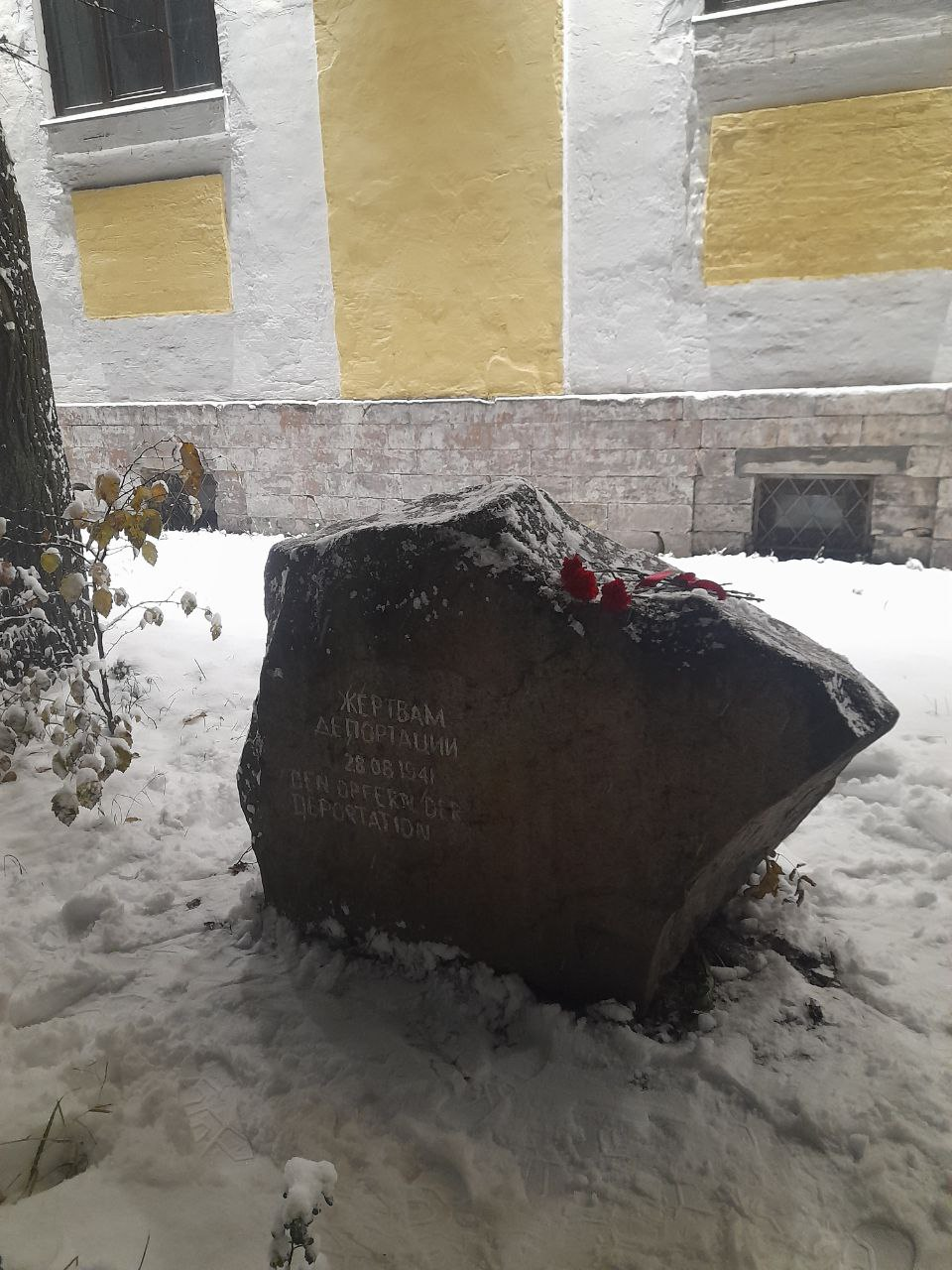
Памятник российским немцам - жертвам депортации

2 августа 2011 года во дворе кирхи был установлен памятник в память о депортации немцев в СССР во время Великой Отечественной войны. На памятном камне на русском и немецком выбито: «Жертвам депортации». На открытие и освящение памятного камня пришли лютеране, российские немцы, представители властей, православный и католический священники.
15 декабря 2013 года, спустя 90 лет появился постоянный местный пастор — Иван Широков. На служение его рукоположил епископ ЕЛЦ Европейской части России Дитрих Брауэр.

В 2013 — 2015 годах произведён комплекс сложных инженерных работ, результатом которых стала возможность проводить богослужения в главном зале. Запланировано в дальнейшем установить отопительную систему.

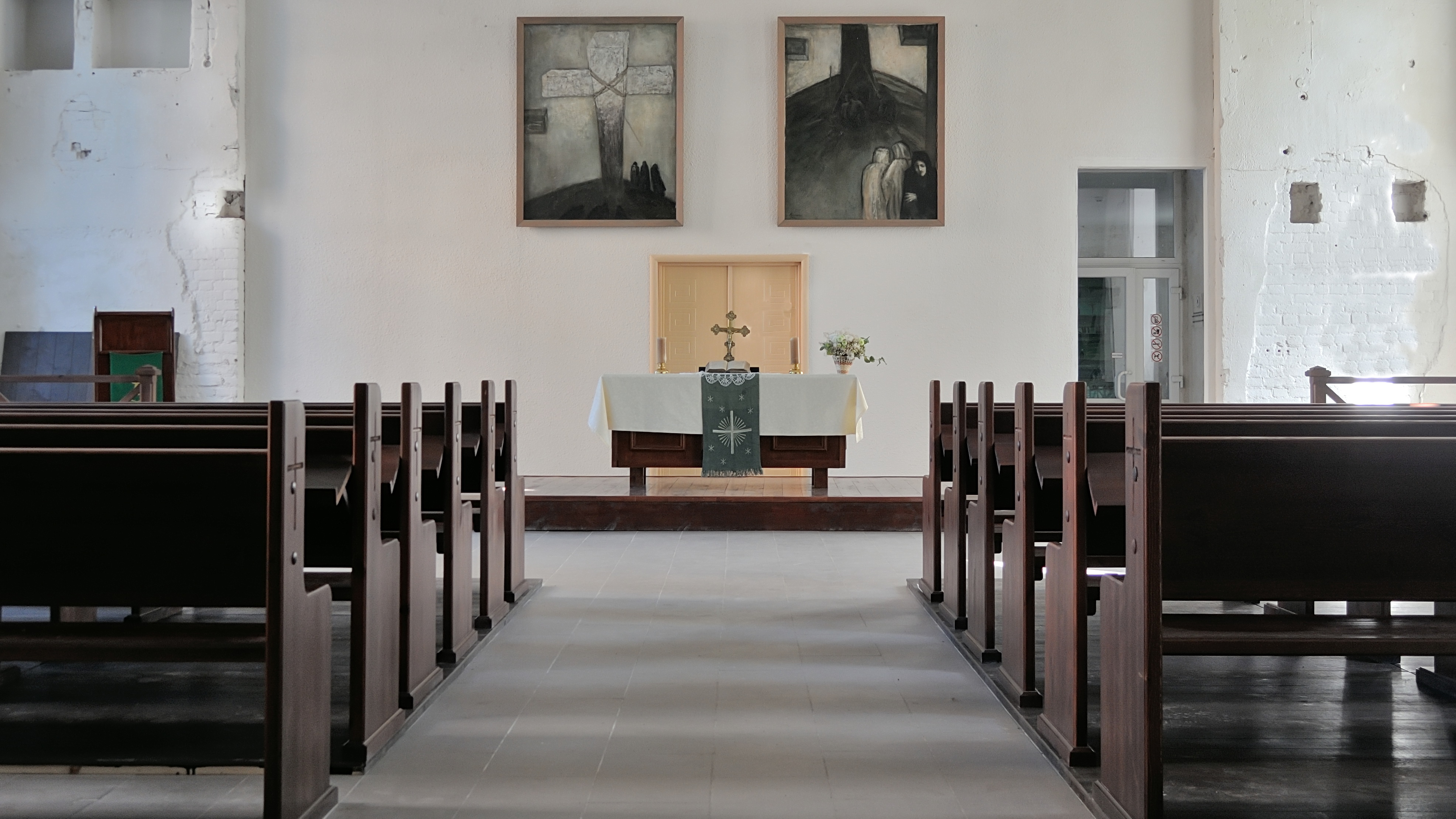
Интерьер кирхи

Значительную помощь в восстановление кирхи оказали лютеранские организации и общества, в том числе из Касселя. Одна из таких организаций — кассельское общество содействия возрождению церковного здания лютеранской общины Ярославля, пожертвовало в общей сложности 230,000 евро. Одним из учредителей данной организации был богослов Кристиан Зипперт. Фонд Густава Адольфа пожертвовал 3000 евро. В рамках партнёрских отношений между городами Ярославлем и Касселем, кирха получила через Евангелическую церковь Кургессен-Вальдек пастора Мартина Швайцера, который со времени её нового создания 11 лет трудился над её строительством с 1995 по 2006 года.

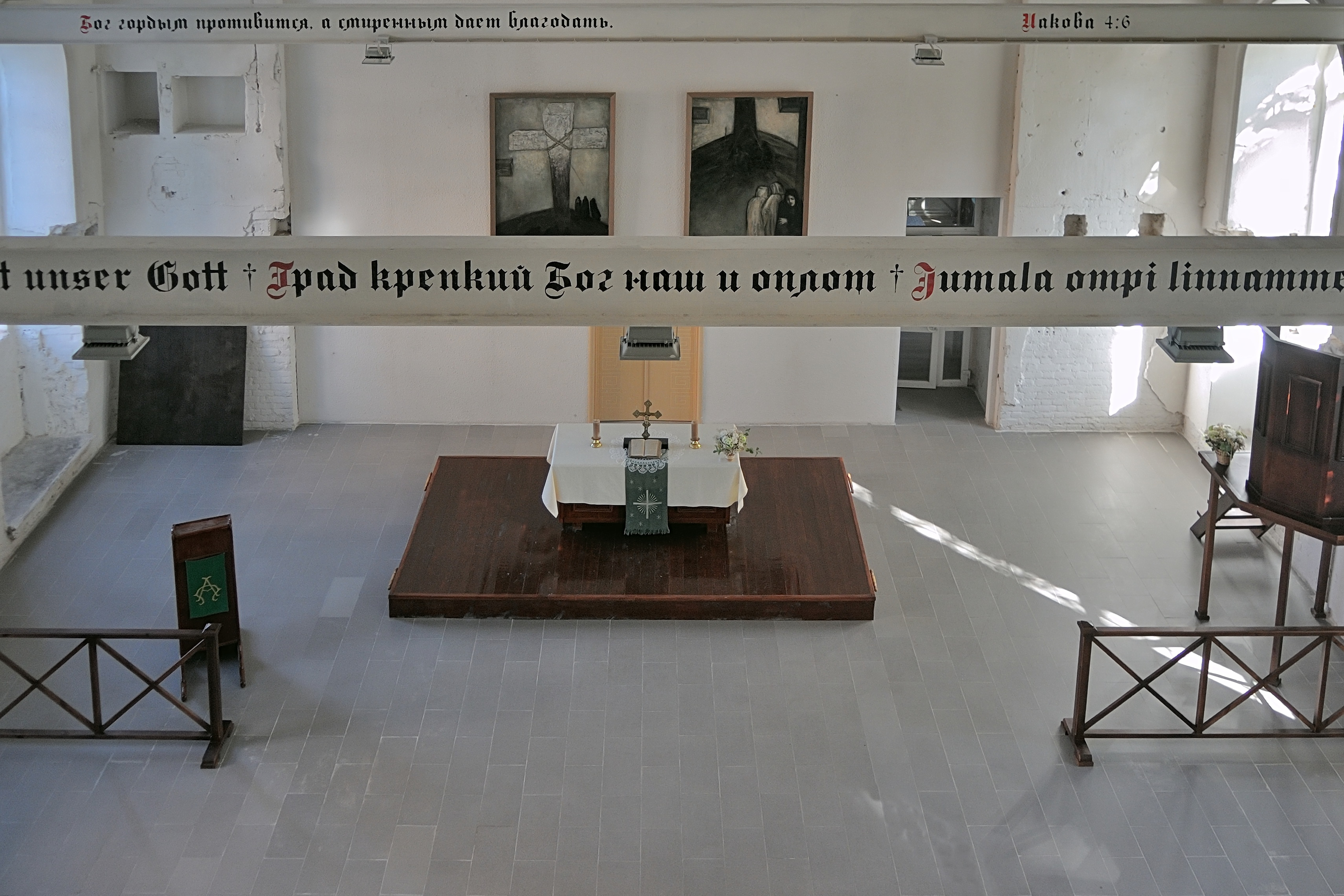
Цитаты из писания в интерьере

25 марта 2015 года местная новостная программа "Вести" сообщила, что по причине недостатка денег в бюджете города, депутат от Коммунистической партии предложил продать лютеранскую церковь. Предложение о продаже также было связано с обвинением в том, что церковь находится в плохом состоянии и что в ней не происходит никакого положительного развития.
7 июня 2016 года в кирху состоялся визит официальной делегации земли Гессен, Германия. Руководительницей делегации являлась Люция Путтрих, государственный министр по делам Европы и Германии, уполномоченный представитель земли Гессен в федеральном правительстве Германии. Также в состав делегации вошли депутаты Ландтага Гессена.
15 марта 2018 года пастор Агрис Пилсумс, служащий в лютеранских общинах Илуксте, Субате, Лаши в Латвии, приехал на машине в Ярославль и привез для общины диптих «Девятый час» („Devītā stunda“), написанный его супругой магистром искусствоведения Дайгой Пилсуме. Диптих стал алтарной картиной в кирхе. На картинах изображены истории Страстей Христовых.
Окончательно лютеранская община вернула себе кирху только 19 декабря 2018 года после принятия соответствующего решения заседанием муниципалитета Ярославля. Несколько депутатов высказались против передачи здания общине. Они предложили оставить кирху в безвозмездном пользовании или же передать её православной церкви.
25 июля 2023 года была сделана подсветка здания.  

## Культура

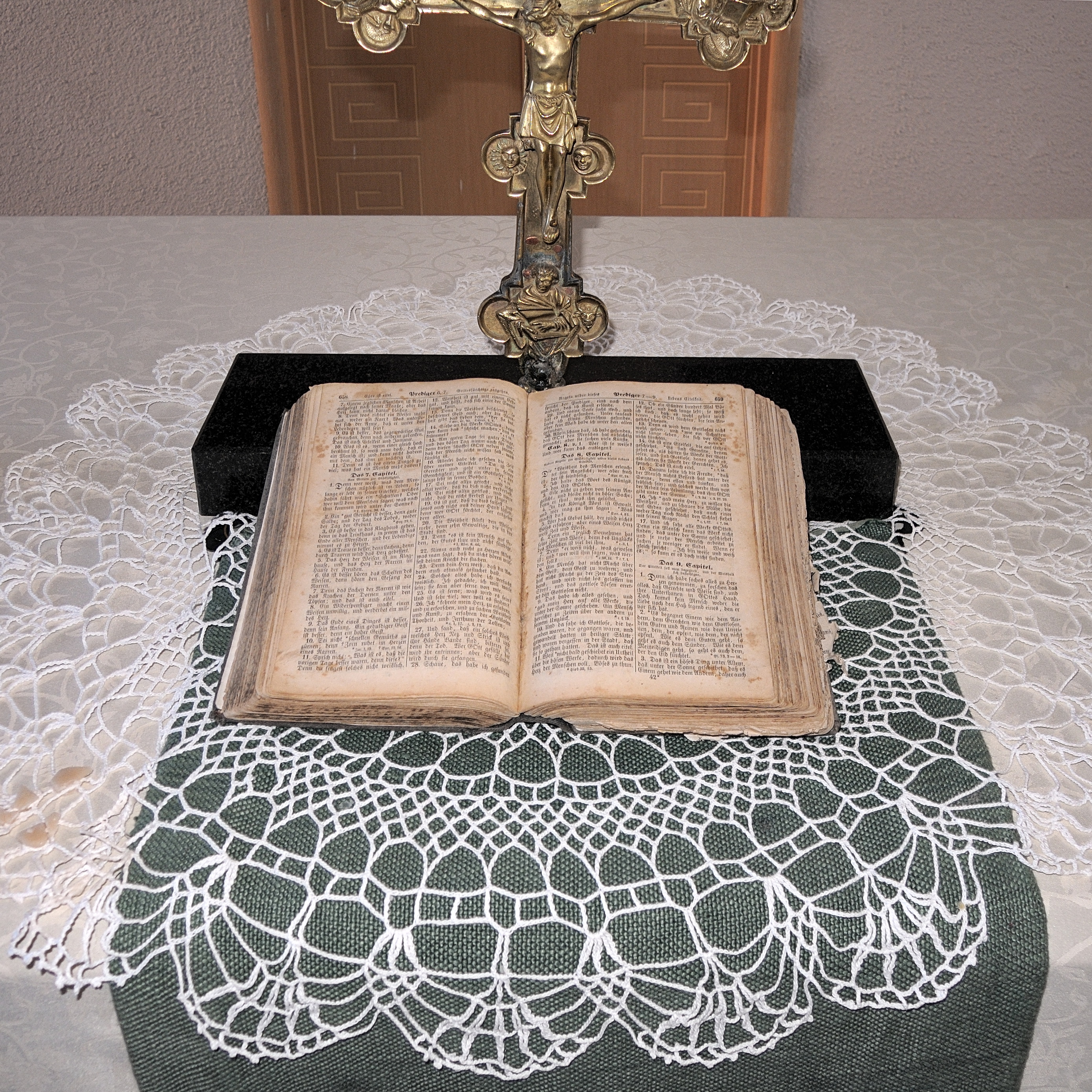
Старое издание Библии на немецком языке в интерьере

Кирха является важным культурным пространством для немецкого сообщества города, области и соседних регионов.
Существует сотрудничество с лютеранской общиной из Костромы. Важно оно из-за того, что в городе отсутствует кирха, есть только часовня. Проводятся концерты вокально-танцевального ансамбля «Wandervogel» костромского объединения немцев, который исполняет традиционные немецкие песни и танцы. Местная немецкая автономия Ярославля также сотрудничает с кирхой, проводя разнообразные мероприятия, в том числе и концерты.

## Архитектура
Здание кирхи является образцом лютеранской церкви XIX века в стиле классицизма. После восстановления главного зала его вместимость составляет около 150 человек.

## Орган

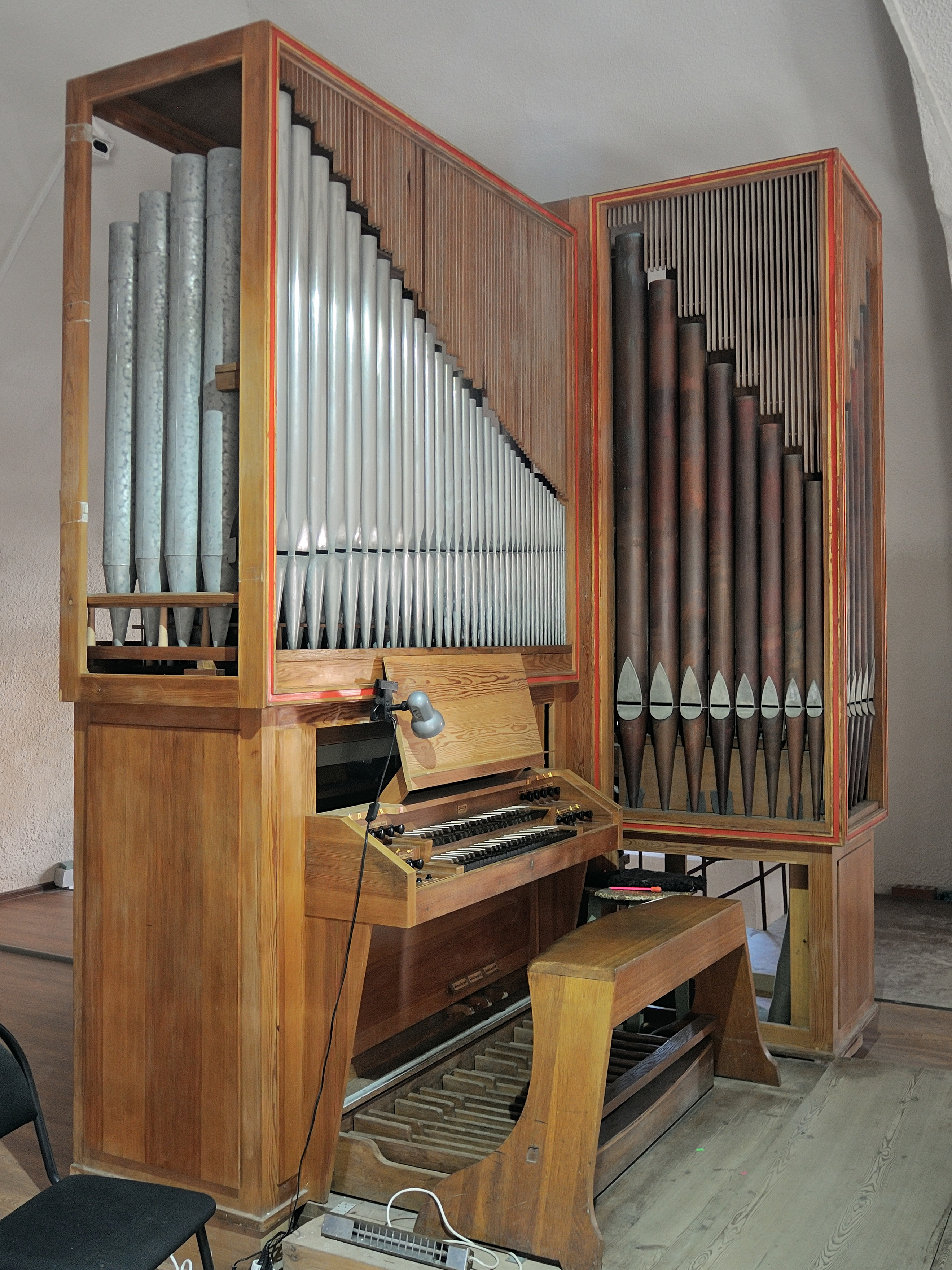
Духовой орган в кирхе

В 2001 году Эммаусская кирха из Касселя-Брассельсберга подарила ярославской общине духовой орган. Но из-за полуразрушенного состояния здания, установить инструмент в ней было невозможно. Условием получением органа стало восстановление церкви, что и было выполнено впоследствии. В июле 2015 года орган был установлен в кирхе. 4 октября 2015 года он был торжественно освящён.
Орган изготовлен компанией «Paul-Ott Goettingen» в 1958 году. Орган имеет 16 регистров и 1060 труб.
Его строительство пришлось на послевоенное время, далеко не всегда удавалось органостроителям использовать для строительства нужные материалы. Клапаны виндлад оклеены синтетическими материалами, а совсем не натуральной кожей, как это требуется. Регистровые задвижки – шляйфы – сделаны из картона.
Орган имеет 16 регистров и механическую игровую и регистровую трактуры.

## Персоналии

### Пасторы

Первый пастор Оскар Фромхольд Мирзалис

- Первый пастор Оскар Фромхольд Мирзалис1863 — 1872 — Оскар Фромхольд Мирзалис (нем. Oskar Fromhold Mirsalis, 27 февраля 1838, Дорпат — 29 апреля 1890, Рига) — был ординирован на служение в общине 16 июня 1863. В Ярославле проживал в служебной квартире для содержания которой существовала специальная касса в размере 400 рублей. С 1863 по 1873 помимо служения в общине был гарнизонным проповедником, после 1873 года продолжил своё служение в Смоленске[7].
- 1872 — 1890 — Израэль-Бек Долуханянц (арм. Իսրայել-Բեկ Դոլուխանյան род. 8 декабря 1840 — ?) — во время своего в общине был построен Дом Пастора (1875 — 1876), до наших дней не сохранился. Находился рядом с кирхой на современной улице Чайковского на месте Областной стоматологической поликлиники[7].
- 1888 — 1923 — Леонард Карл Готфрид Кёнигсфельд (нем. Leonard Karl Gottfried Konigsfeld 2 марта, 1862, Дорпат — 1 декабря, 1945, Потсдам) — служил в общине как пастор больше 30 лет. Изучал теологию в Дорпате, был помощником главного пастора Собора Святых Петра и Павла. Был преподавателем Ярославского кадетского корпуса. До 1923 года он служил пастором в церковном округе Ярославль-Кострома-Вологда, в 1923 году эмигрировал в Германию[7].
- 1994 — 2005 — Мартин Швайцер (нем. Martin Schweitzer ? — 31 мая 2008, Кассель) - стал первым пастором церкви после её второго открытия.
- 2013 — 2023 — Иван Вячеславович Широков — окончил Волгоградский государственный педагогический университет по специальности «учитель биологии и химии» и в этом же году поступил в теологическую семинарию Евангелическо-Лютеранской церкви в Новосаратовке, которую успешно окончил в 2012 году и был направлен руководством лютеранской церкви в Ярославскую общину[5].

### Органисты
- 2015 — 2018 — Сергей Коновалов — первый органист в кирхе после установки нового органа. Окончил Нижегородская государственную консерватория имени М. И. Глинки по классу фортепиано Беллы Абрамовны Альтерман. Игрой на органе овладел в Касселе[5][29].
- с 2017 — н.в — Светлана Разрядова — окончила Казанскую государственную консерваториию имени Н. Г. Жиганова по классу профессора Абдуллина Рубина Кабировича, до служения в Ярославле была органисткой лютеранской церкви в Казани[5][30]. Также по совместительству является лекторкой в церкви[31].

## Галерея

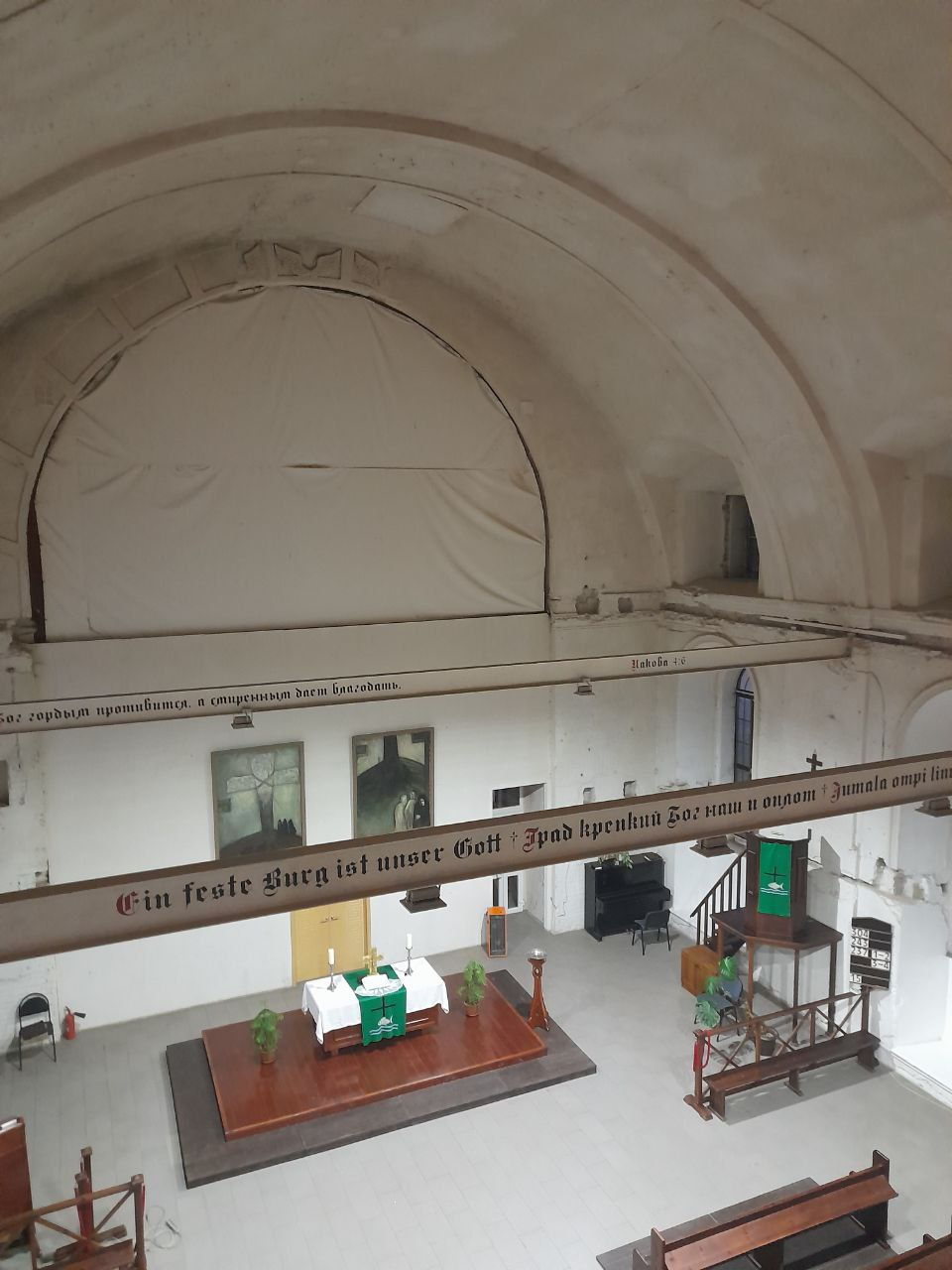
Вид на зал кирхи со второго этажа
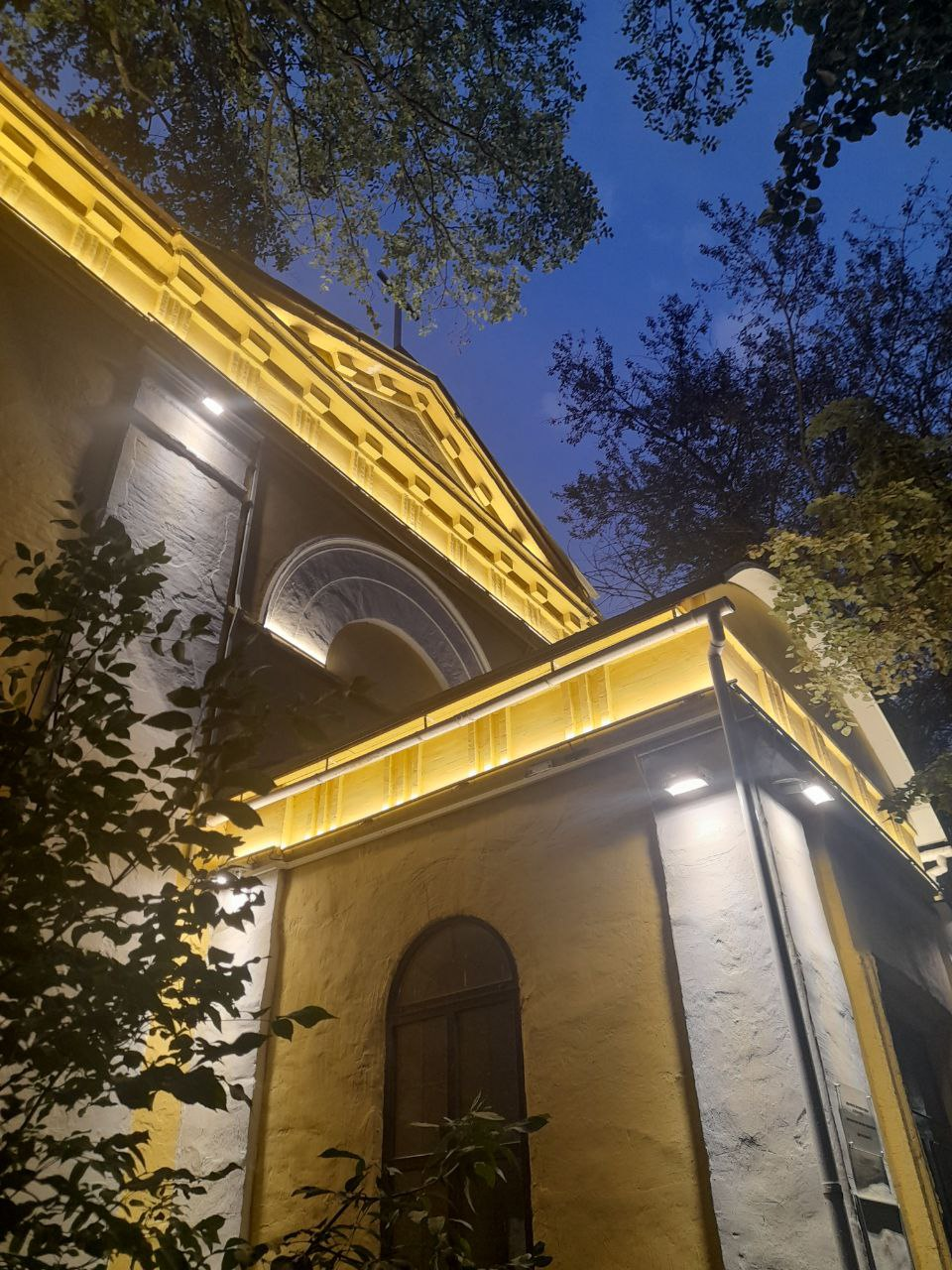
Кирха вечером